# Papa Jack Laine

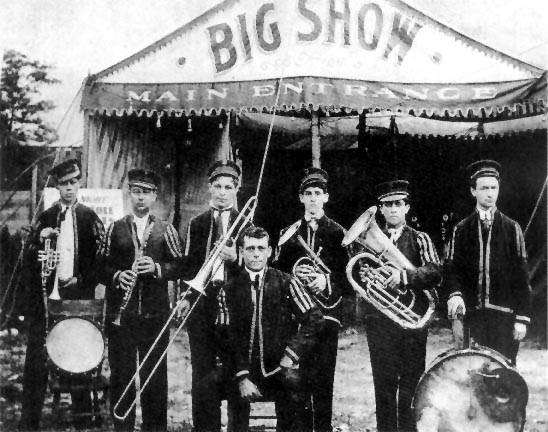
1910. La Banda di Jack Laine. Il 'Papa' Jack Laine seduto di fronte. In piedi da sinistra: Manuel Mello, cornetta. Alcide 'Yellow' Nunez, clarinetto. Leonzio Mello, trombone. Alfred 'Baby' Laine, corno contralto. 'Chink' Martin Abraham, corno basso. Tim Harris, batteria.

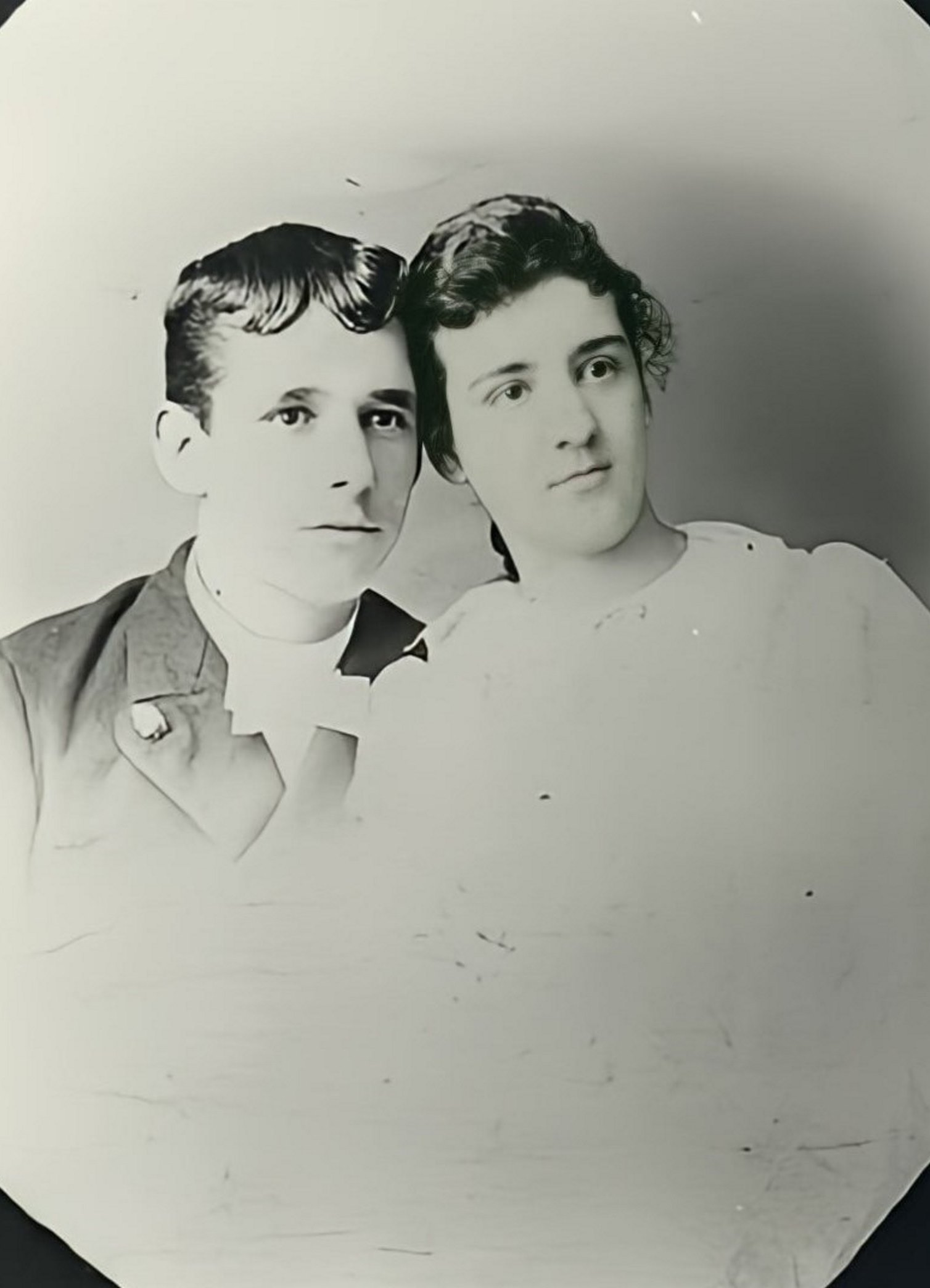
Foto del matrimonio di Papa Jack Laine e Mama Jack Laine nel 1894

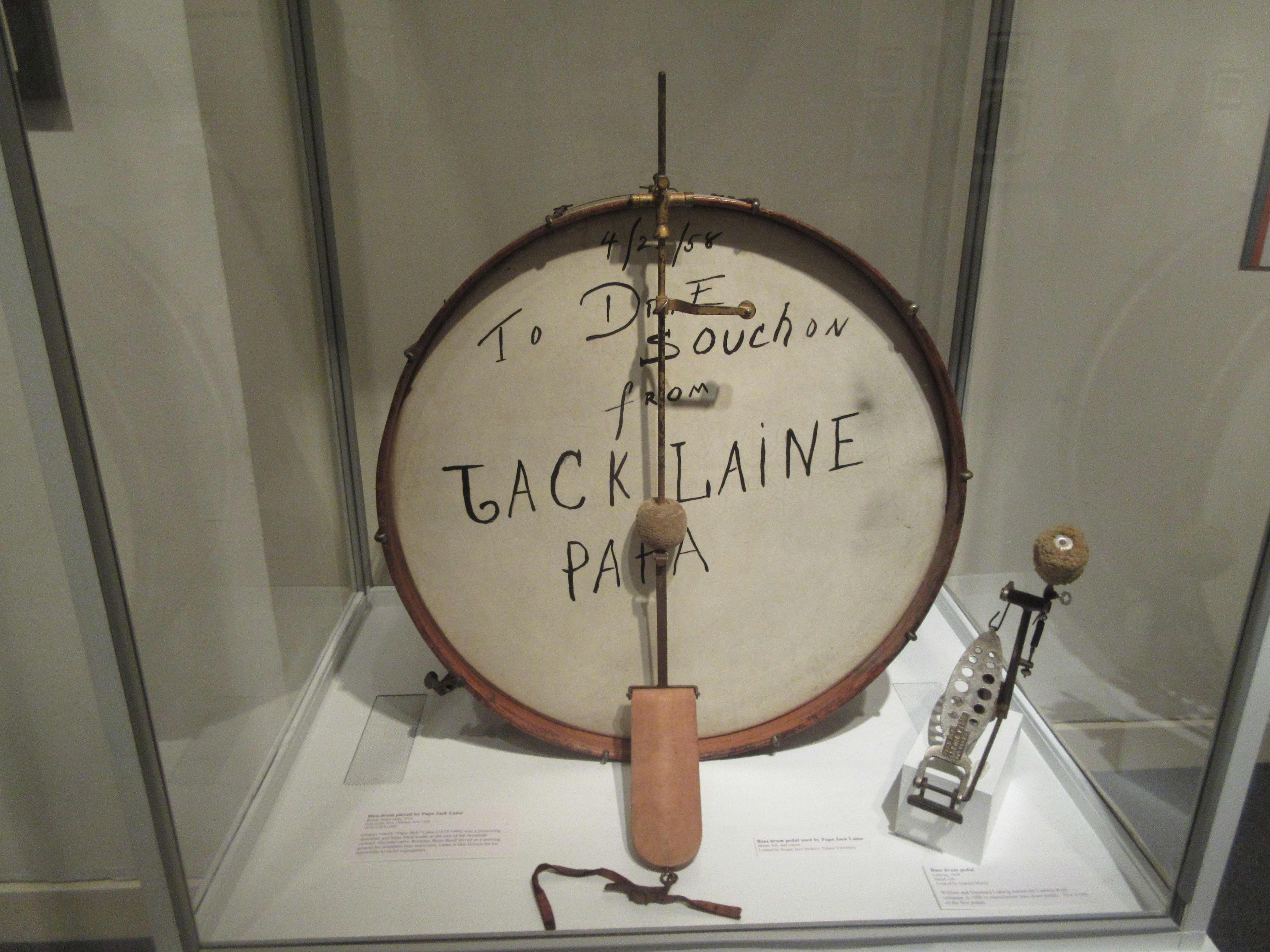
La grancassa di Papa Jack Laine. Zecca di New Orleans.

Papa Jack Laine, pseudonimo di George Vital Laine, conosciuto anche come Jack Laine, Papa Jack, Papa Laine (New Orleans, 21 settembre 1873 – Metairie, 1º giugno 1966), è stato un musicista, batterista jazz statunitense e un pionieristico bandleader a New Orleans negli anni dalla guerra ispano-americana alla prima guerra mondiale. Gli è stato spesso attribuito il merito di aver formato molti musicisti che in seguito avrebbero avuto successo nel mondo della musica jazz.

## Biografia
La Reliance Brass Band di Laine fu la prima a fondere musica europea, africana e latina. I primi musicisti jazz possono essere fatti risalire al fatto di suonare nella Reliance Brass Band o di essere stati influenzati da coloro che l'avevano fatto.
Molti dei musicisti di New Orleans che per primi diffusero il jazz negli Stati Uniti negli anni '10 e '20 iniziarono la loro carriera nella banda musicale di Laine, compresi i membri della Original Dixieland Jass Band.

## Carriera
Laine era un batterista, ma era più noto per le sue capacità nell'arrangiare e prenotare le band. Tra i musicisti di Laine figuravano individui provenienti dalla maggior parte dei gruppi etnici di New Orleans: afroamericani, inglesi, francesi, tedeschi, irlandesi, italiani, ebrei, latinoamericani, scozzesi, ecc. Iniziò a dirigere band nel 1885 prima che le leggi Jim Crow entrassero in vigore a New Orleans.
Grazie al diverso background di molti dei membri della sua band, una vasta gamma di idee si sviluppò e si fuse, portando ai primi inizi della musica jazz.

## Segregazione razziale
Anche dopo che le leggi sulla segregazione cominciarono a chiedere che i "bianchi" e quelli "di colore" fossero tenuti separati, Laine continuò ad assumere musicisti afro-americani di carnagione chiara e media, sostenendo che erano "cubani" o "messicani" se qualche segregazionista avesse cercato di creare problemi. Pertanto la sua band attrasse un grande e diversificato gruppo di persone come il clarinettista messicano Lorenzo Tio, un pioniere dell'assolo di jazz. Laine credeva che la musica unisse le persone.

## Ritiro
Nel 1917 si ritirò dal mondo della musica. Divenne fabbro e in seguito gestì un garage o un'officina di riparazione automobili. Non ci sono registrazioni delle sue band.
Laine si ritirò dal business delle prenotazioni musicali nel 1920, ma fu intervistato più volte, fornendo resoconti di prima mano dei primi giorni dello sviluppo del jazz di New Orleans.
Nel 1951 furono effettuate registrazioni con Johnny Wiggs, Harry Shields e Tom Brown, organizzate dal fan del jazz di New Orleans Edmond Souchon, che suonava anche la chitarra e il banjo. Ci sono anche registrazioni del 1959 sempre con Johnny Wiggs e Souchon all'Università Tulane, per American Music.
Il 1º gennaio 1951 Laine fu nominato membro onorario a vita e ricevette il titolo di "Padre del jazz bianco" dal New Orleans Jazz Club.

## Morte
Papà Jack Laine morì il 1º giugno 1966 all'età di 92 anni.

## Elenco dei musicisti assunti da Laine per suonare nelle sue band
Laine ha assunto oltre 100 musicisti per suonare nelle sue band, compresi i seguenti:
- Chink Martin Abraham
- Achille Baquet
- Abbie Brunies
- George Brunies
- Merritt Brunies
- Emile Christian
- Frank Christian
- Eddie Edwards

- Nick La Rocca
- Gussie Mueller
- Alcide Nunez
- Alphonse Picou
- Larry Shields
- Henry Ragas
- Tony Sbarbaro
- Ragbaby Stephens